# Santo António (Funchal)

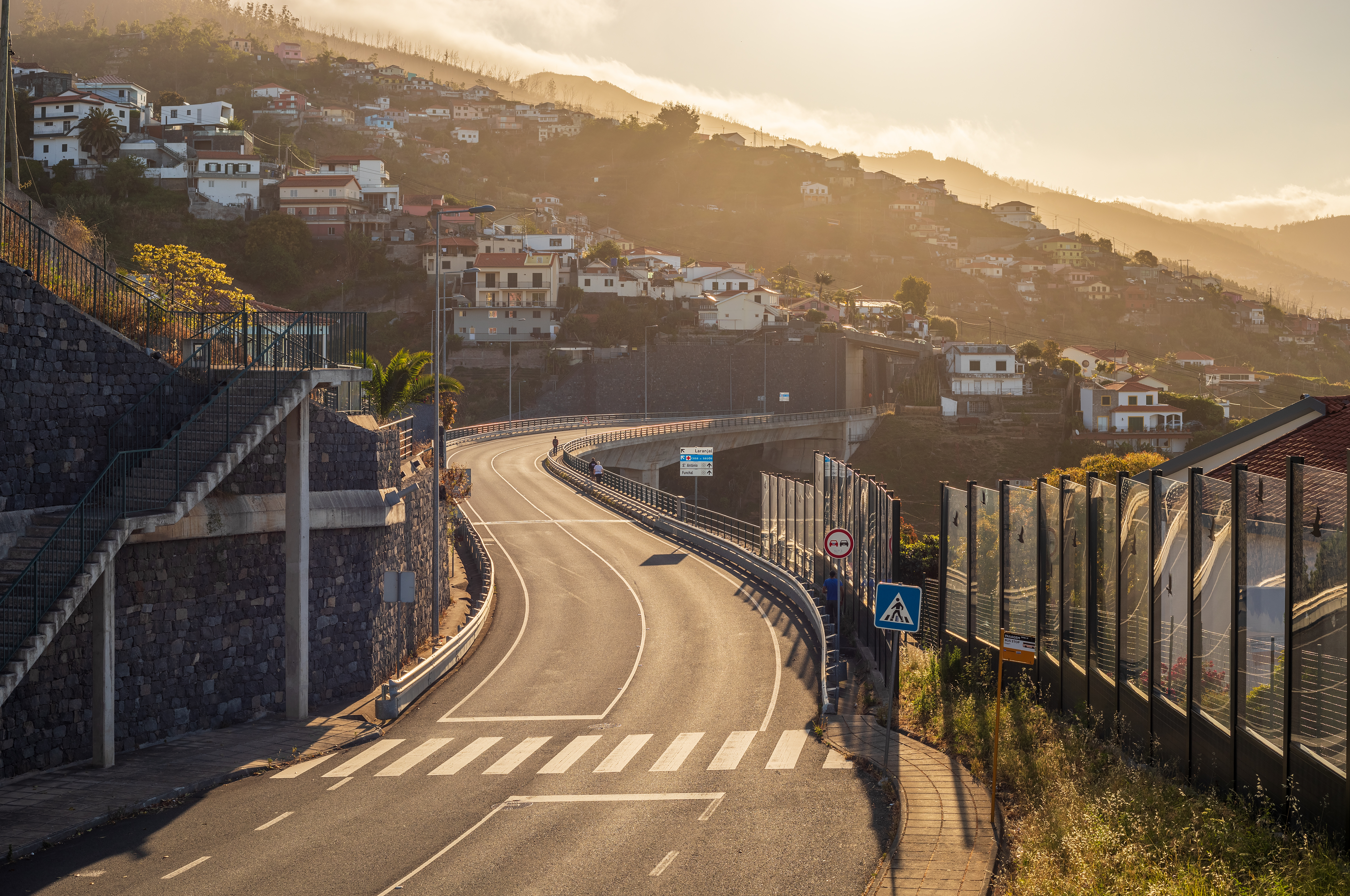
La route ER 109 à sa traversée de Santo António. Mai 2023.

Santo António est une freguesia portugaise située dans la ville de Funchal, dans la région autonome de Madère.
Avec une superficie de 22,21 km2 et une population de 21 931 habitants (2001), la paroisse possède une densité de 987,4 hab/km2.